# Сен-Женьес-д’Ольт
Сен-Женье́с-д’Ольт (фр. Saint-Geniez-d'Olt, окс. Sent Ginièis d'Òlt) — коммуна во Франции, находится в регионе Окситания. Департамент — Аверон. Административный центр кантона Сен-Женьес-д’Ольт. Округ коммуны — Родез.
Код INSEE коммуны — 12224.
Коммуна расположена приблизительно в 490 км к югу от Парижа, в 160 км северо-восточнее Тулузы, в 35 км к востоку от Родеза.

## Население
Население коммуны на 2008 год составляло 2034 человека.
| 1962 | 1968 | 1975 | 1982 | 1990 | 1999 | 2008 |
| ---- | ---- | ---- | ---- | ---- | ---- | ---- |
| 2183 | 2283 | 2169 | 2092 | 1988 | 1841 | 2034 |

## Экономика
В 2007 году среди 1096 человек в трудоспособном возрасте (15—64 лет) 786 были экономически активными, 310 — неактивными (показатель активности — 71,7 %, в 1999 году было 68,7 %). Из 786 активных работали 717 человек (377 мужчин и 340 женщин), безработных было 69 (25 мужчин и 44 женщины). Среди 310 неактивных 70 человек были учениками или студентами, 127 — пенсионерами, 113 были неактивными по другим причинам.

## Достопримечательности
- Бывший отель Рикар (школа Сен-Луи, XVII век). Памятник истории с 1996 года[4]
- Бывший отель Равьё (XVII век). Памятник истории с 1979 года[5]
- Бывшая богадельня (XVII век). Памятник истории с 1979 года[6]
- Приходская церковь (XVII—XVIII века). Памятник истории с 1931 года[7]
- Бывший монастырь кающихся (XV век). Памятник истории с 1926 года[8]

## Фотогалерея
- Сен-Женье-д’Ольт